# Alajuela
Alajuela je kostarikanski grad koji se nalazi u istoimenoj provinciji. Grad je rodno mjesto Juana Santamaria nacionalnog junaka Kostarika, čije ime nosi i glavna kostarikanska zračna luka.

## Zemljopis
Zbog svog položaja u Valle Centralu (središnja kostarikanska dolina), Alajuela je danas dio velikog urbanizacijskog područja. 
Granice grada formalno odgovaraju kantonu prvih područnih granica, čak i danas stanovništvo grada i urbanog područja proteže s onu stranu područnih granica. Općina Alajuela pokriva površinu od 8,88 km ², Leži na nadmorskoj visini od 952 metara nadmorske visine  u središnjoj dolini, 19 kilometara sjeverozapadno od San Joséa.

## Klima
Klima je tropska, tipična za visinski dio središnje doline, ali malo toplija od San Joséa. Temperature je umjerena 23 do 26 stupnjeva s niskom vlažnosti od 20 posto gotovo tijekom cijele godine.

## Stanovništvo
Prema popisu stanovništva iz 2000. godine, urbano područje grada Alajuela imao populaciju od 123.481 stanovnika (uključujući okrug Alajuela i gradsko stanovništvo drugih općina u Alajuela kantonu). Prema podacima iz 2009. u okrugu Alajuela živi 50.753 stanovnika, te je drugi po veličini kostarikanski grad.

## Gradovi prijatelji
- San Bartolomé de Tirajana, Španjolska
- Lahr, Njemačka
- Montegrotto Terme, Italija
- Downey, Kalifornija, SAD
- Dothan, Alabama, SAD
- Guadalajara, Jalisco, Meksiko
- Ibaraki, Japan

## Galerija
- Biskupska palača

## Vanjske poveznice
- www.munialajuela.go.cr